# Stewart Udall
Stewart Lee Udall (St. Johns, 31 gennaio 1920 – Santa Fe, 20 marzo 2010) è stato un politico e ambientalista statunitense, deputato alla Camera dei Rappresentanti per lo stato dell'Arizona dal 1955 al 1961 e Segretario degli Interni nelle amministrazioni Kennedy e Johnson.

## Biografia
Nato e cresciuto in Arizona, Udall prestò servizio negli USAAC durante la seconda guerra mondiale e successivamente studiò legge.
Pian piano Udall si avvicinò alla politica e aderì al Partito Democratico. Nel 1954 si candidò alla Camera dei Rappresentanti e riuscì a farsi eleggere, per poi essere riconfermato per altri tre mandati. Poco dopo l'inizio del suo quarto mandato, nel gennaio del 1961, Udall lasciò il Congresso per accettare l'incarico di Segretario degli Interni offertogli dall'allora Presidente John Fitzgerald Kennedy. Il seggio di Udall venne poi vinto da suo fratello Mo, che lo occupò per i successivi trent'anni.
Durante la permanenza di Udall a capo del Dipartimento degli Interni, vennero inaugurati molti parchi nazionali e aree protette e lo stesso Udall fu sostenitore di alcune leggi ambientali che vennero approvate dal Congresso. Nello stesso periodo in cui era Segretario degli Interni, Udall scrisse alcuni libri che avevano per temi lo sfruttamento delle risorse naturali e i problemi dell'ecosistema.
Dopo la morte di Kennedy e l'insediamento di Lyndon B. Johnson, Udall continuò a ricoprire la carica ministeriale e lasciò il posto al termine dell'amministrazione Johnson, nel gennaio del 1969. In seguito insegnò nelle università e proseguì le sue battaglie a favore dell'ambiente fino alla sua morte, avvenuta nel 2010 all'età di novant'anni.
Per cinquantaquattro anni Udall fu sposato con Ermalee Webb, dalla quale ebbe sei figli. Uno di loro, Tom, seguì le orme del padre e venne eletto deputato per lo stato del Nuovo Messico nel 1998. Nella stessa tornata elettorale anche il figlio di Mo Udall, Mark, venne eletto deputato per lo stato del Colorado; dieci anni dopo sia Tom che Mark vennero eletti al Senato.